# Città di Lismore
La città di Lismore è una local government area che si trova nel Nuovo Galles del Sud. Essa si estende su una superficie di 1.290 chilometri quadrati e ha una popolazione di 42.766 abitanti. La sede del consiglio si trova a Goonellabah.